# Зарудинецька сільська рада (Немирівський район)
| Зарудинецька сільська рада — колишній орган місцевого самоврядування у Немирівському районі Вінницької області з адміністративним центром у с. Зарудинці. Сільській раді були підпорядковані населені пункти: - с. Зарудинці - с. Вовчок - с. Зеленянка - с. Йосипенки - с-ще Кароліна - с. Озеро |

## Склад ради
Рада складалася з 16 депутатів та голови.

## Керівний склад сільської ради
| ПІБ                        | Основні відомості                                            | Дата обрання | Дата звільнення |
| -------------------------- | ------------------------------------------------------------ | ------------ | --------------- |
| Паньків Станіслав Іванович | Сільський голова, 1953 року народження, освіта, безпартійний | 26.03.2006   | 31.10.2010      |
| Горбенко Лариса Іванівна   | Сільський голова, 1969 року народження, освіта вища          | 31.10.2010   |                 |

Примітка: таблиця складена за даними джерела